# Джон Тейлор (пірат)
Джон Тейлор (англ. John Taylor; був активний в 1718–1723 роках) — пірат, який діяв в Індійському океані, найбільш відомий через його участь в одному з найбагатших піратських захопленнях усіх часів.

## Біографія
Тейлор почав свою піратську кар'єру в 1718 році, коли він був членом екіпажу на борту торгового шлюпа «Buck». Гауелл Девіс, що також перебував на цьому кораблі, влаштував заколот, захопив корабель і переконав команду навернутись до піратства. Згодом Тейлор перейшов на інший захоплений піратами корабель, на якому капітаном було обрано Джеремію Кокліна і який незабаром розлучився з Девісом, щоб працювати в парі разом з французьким піратом Олів'є Левассером.
У 1720 році ця пара успішно нападала на кораблі поруч з Уїдою в Гвінейській затоці біля африканського узбережжя, після чого Левасер вирушив у рейд до берегів Ост-Індії. Джеремія Коклін і його команда пересіли на захоплене судно «Victory» й попрямували до одного з кількох піратських форпостів на Мадагаскарі. Там Коклін помер і Тейлора обрали новим капітаном «Victory». Він став співпрацювати з піратом Едвардом Інґлендом, що плавав на кораблі «Fancy». Тим часом Інгленд врятував і взяв на борт Левассера та його команду, які опинилися на березі після того, як їх корабель потрапив в кораблетрощу.
У липні 1720 року «Fancy» Інгленда та «Victory» Тейлора виявили три кораблі британської Ост-Індської компанії, що стояли на якорі в бухті на острові Анжуан на Коморських островах. Двом з торгових кораблів вдалося втекти, а третій, на ім'я «Cassandra» вирішив дати бій піратам. Після тривалої та жорстокої битви, під час якої пірати втратили до 90 чоловік, капітан «Cassandra» Джеймс Макрей та залишки його команди втекли зі свого судна на берег і сховалися вглибині острова. Через певний час Макрей повернувся, щоб провести з піратами переговори, і, хоч багато піратів вимагали його страти, був залишений живим, після того як деякі з піратів, що колись служили під Макреєм, втрутилися на його захист. Інгленд віддав Макрею сильно пошкоджений під час бою свій корабель «Fancy» і навіть дозволив йому зберегти найменш цінну частину здобичі, захопленої піратами. Дізнавшись про це, Тейлор був розлючений великодушністю Інгланда та організував голосування, в результаті якого останнього усунули з поста капітана, після чого висадив Інгленда та вірних йому членів команди на безлюдному острові.
Левассер, Сігар і Тейлор узяли «Victory» і «Cassandra» і стали працювати втрьох, при цьому джерела розходяться щодо того, хто з них яким кораблем командував. Вони захопили кілька кораблів з Маскату, потім напали на флот кораблів з Бомбея, але їх напад відбили. Наприкінці 1720 року вони торгували На Малабарському узбережжі Індії з голландськими агентами в Кочіні, перш ніж повернутися на Мадагаскар того ж грудня. Там вони зіткнулися з торговцем-піратом Джеймсом Плейнтейном і знайомим піратом Едвардом Кондоном. Великдень 1721 року пірати провели на Маскаренських островах.
На острові Реюньйон у квітні 1721 року Тейлор, Левасер і Сігар захопили, можливо, найціннішу нагороду в історії піратських нападів — 700-тонний португальський корабель зі скарбами «Nossa Senhora do Cabo». Корабель перевозив з Гоа золото, неогранені діаманти та церковні регалії, що належали відставному віцекоролю португальської Індії. Португальське судно постраждало під час шторму, коли з нього для порятунку за борт були викинуті усі гармати і виявилося легкою здобиччю для піратів, які захопили його після короткого абордажу. Левассер, Сігар і Тейлор захопили скарб, який тоді оцінювався в понад мільйон фунтів стерлінгів.
Група повернулася на Мадагаскар, де Сігар помер. Перебуваючи там, вони перехопили листи з детальним описом кораблів ескадри Королівського флоту, надісланої полювати на них; Тейлор наказав читати листи вголос на корабельній щоглі. Левассер взяв собі «Nossa Senhora do Cabo», а Тейлору віддав «Cassandra», після того, як старий корабель Тейлора «Victory» пірати спалили. Після захоплення форту в Делагоа об'єднана компанія розпалася в 1722 році. Тейлор попрямував до Вест-Індії, прибувши туди в 1723 році. Губернатор іспанського Портобелло помилував Тейлора та його команду в обмін на його корабель «Cassandra». Тейлор став офіцером іспанської Армади Навітряних островів, полюючи на лісорубів у Карибському морі.